# Dusona gephyra
Dusona gephyra är en stekelart som beskrevs av Gupta 1977. Dusona gephyra ingår i släktet Dusona och familjen brokparasitsteklar. Inga underarter finns listade i Catalogue of Life.